# Kiff
Kiff è una serie animata statunitense del 2023 prodotta dalla Disney Television Animation. La serie è stata creata da Lucy Heavens e Nic Smal e viene trasmessa sul canale statunitense Disney Channel dal 10 marzo 2023. A giugno 2023 la serie è stata rinnovata per una seconda stagione, la cui trasmissione è prevista per il 2025, mentre a giugno 2024 è stata annunciata anche una terza stagione. A settembre 2024 inoltre Disney Television Animation ha commissionato due puntate speciali tra la prima e la seconda stagione; la prima puntata speciale è andata in onda il 5 ottobre 2024. In Italia la serie viene distribuita dal 20 novembre 2024 su Disney +. 

## Trama
Ambientata a Table Town, un'isola montuosa circondata da animali e creature magiche, la serie segue le avventure di Kiff, una giovane scoiattola antropomorfa ottimista e fortunata, le cui buone intenzioni spesso finiscono per creare situazioni caotiche, e del suo migliore amico, il coniglietto Barry.

## Episodi
| Stagione         | Episodi | Prima TV USA | Prima TV Italia |
| ---------------- | ------- | ------------ | --------------- |
| Prima stagione   | 30      | 2023-2024    | 2024-2025       |
| Seconda stagione | 30      | 2025         | 2025            |

### Puntate speciali
| Numero | Titolo originale                     | Titolo italiano                  | Prima TV USA    | Prima TV Italia |
| ------ | ------------------------------------ | -------------------------------- | --------------- | --------------- |
| 1      | The Haunting of Miss McGravy's House | La casa dei fantasmi             | 5 ottobre 2024  | 2025            |
| 2      | Lore of the Ring Light               | La leggenda dell'anello luminoso | 21 gennaio 2025 | 2025            |

## Personaggi

### Personaggi principali
- Kiff Chatterley, doppiata nell'originale da Kimiko Glenn[6] e nella versione italiana da Perla Liberatori.
- Barry Buns, doppiato nell'originale da H. Michael Croner[6] e nella versione italiana da Edoardo Stoppacciaro.

### Personaggi ricorrenti
- Martin Chatterley, doppiato nell'originale da James Monroe Iglehart e nella versione italiana da Alessandro Ballico.
- Beryl Chatterley, doppiata nell'originale da Lauren Ash e nella versione italiana da Federica De Bortoli.
- Pat Chatterley, doppiato nell'originale da Andy Merrill
- Mary Buns, doppiata nell'originale da Rachel House
- Terri Buns, doppiato nell'originale da Nichole Sakura
- Candle Fox, doppiata nell'originale da Vella Lovell e nella versione italiana da Letizia Ciampa.
- Roy Fox, doppiato nell'originale da Eric Bauza e nella versione italiana da Alessio Cigliano.
- Principal Secretary, doppiato nell'originale da Nic Smal e nella versione italiana da Francesco Bulckaen.
- Helen, doppiata nell'originale da Lucy Heavens e nella versione italiana da Cinzia De Carolis.
- Miss Deer Teacher, doppiata nell'originale da Deedee Magno Hall
- Gareth and Darryn, doppiato nell'originale da Tom Kenny
- Billiam, doppiato nell'originale da Eric Bauza e nella versione italiana da Alberto Franco.
- Reggie, doppiato nell'originale da Eric Bauza e nella versione italiana da Mirko Mazzanti.
- Trevor Angstrom, doppiato nell'originale da Tom Kenny e nella versione italiana da Giuseppe Ippoliti.
- Miss Moufflé, doppiata nell'originale da Aparna Nancherla.
- The Pone, doppiato nell'originale da Eugene Cordero e nella versione italiana da Fausto Jacopo Tognini.